# Caderneta de poupança
No Brasil, a caderneta de poupança, muitas vezes chamada apenas de poupança, é uma forma de investimento de baixo risco cuja operação é regida por regras específicas estabelecidas pelo governo federal para depósitos de poupança.
As cadernetas de poupança são o investimento mais tradicional do Brasil e são oferecidas a pessoas físicas e jurídicas por instituições financeiras públicas e privadas através das chamadas conta poupança. Dessa forma, os valores depositados na conta poupança são aplicados automaticamente na caderneta de poupança, tem liquidez diária e sofrem remunerações mensais de acordo com as determinações feitas pela legislação brasileira.
Para pessoas físicas e jurídicas (sem fins lucrativos), os rendimentos em contas poupança (usualmente através da caderneta de poupança) são isentos de imposto de renda e os depósitos de poupança (assim como seus rendimentos) são assegurados pelo Fundo Garantidor de Créditos (FGC) até o valor de R$ 250.000,00 (duzentos e cinquenta mil reais).

## História

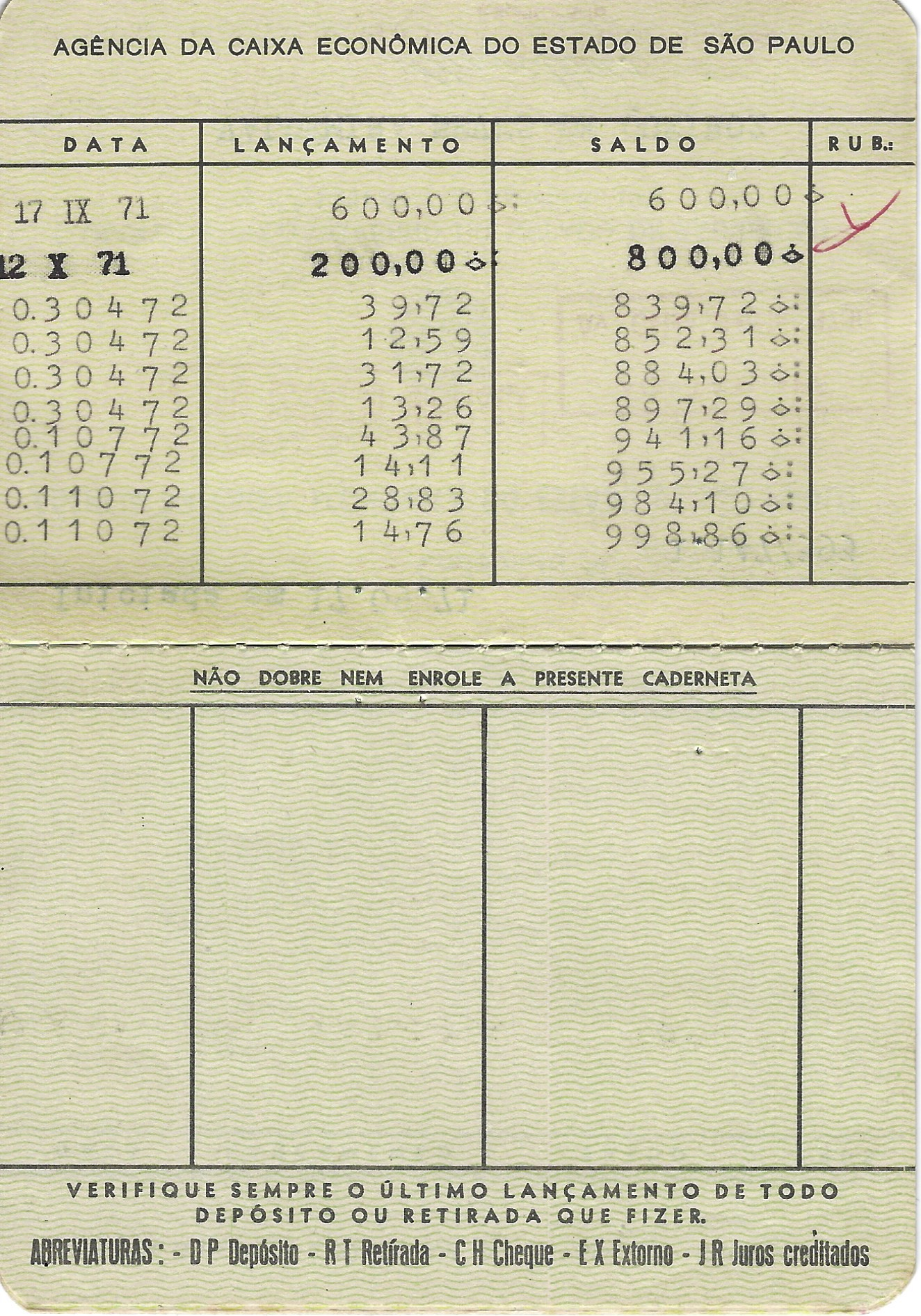
Caderneta de Poupança da Caixa Econômica do Estado de São Paulo emitida em 1971, com depósitos e rendimentos datilografados

A Caderneta de Poupança foi criada, simultaneamente com a Caixa Econômica e Monte de Socorro da Corte, pelo decreto n. 2.723, de 12 de janeiro de 1861, com a finalidade de garantir, respectivamente, a poupança dos mais pobres e empréstimos assegurados por penhor. O funcionamento de ambas as instituições era disciplinado pela lei n. 1.083, de 22 de agosto de 1860, que regulamentou as atividades dos bancos de emissão, do meio circulante e de companhias e sociedades. Até então, as operações de poupança e empréstimos eram realizadas por instituições privadas e com regras próprias. Em 1874, o decreto n. 5.594, de 18 de abril, regulamentou o funcionamento das caixas econômicas e montes de socorro provinciais, que funcionariam de forma semelhante aos da Corte.
O decreto n. 9.738, de 2 de abril de 1887, determinou que as caixas econômicas que não funcionassem junto aos montes de socorro fossem anexadas às tesourarias de Fazenda. Desse modo, somente as caixas econômicas da Corte e das capitais das províncias de Pernambuco e Bahia mantiveram-se autônomas. O decreto também instituiu um novo regulamento, sendo estabelecido que a caixa econômica da capital seria formada pelo Conselho Fiscal, um gerente, um contador e seu ajudante, um tesoureiro e quatro fiéis, quatro primeiros-escriturários, oito segundos-escriturários, um perito avaliador do Monte de Socorro, um porteiro e dois contínuos. Já nas caixas econômicas provinciais, a estrutura administrativa era composta pelo Conselho Fiscal, um gerente, um guarda-livros, dois a três escriturários, um tesoureiro e seu fiel, e o porteiro, que desempenharia a função de contínuo.
A República iniciou-se com uma reforma bancária implementada pelo ministro da Fazenda, Rui Barbosa, em 1890, com o objetivo de ampliar o crédito para investimentos por meio de emissões lastreadas em apólices da dívida pública. Essa política possibilitou a ampliação e a fundação de novos bancos (Costa Neto, 2004, p. 13-16). As caixas econômicas, no entanto, mantiveram seu caráter benemerente, assim como suas estruturas administrativas.
A lei n. 23, de 30 de outubro de 1891, primeira grande reorganização da administração federal, extinguiu as tesourarias da Fazenda e coletorias, transferindo suas atividades para as alfândegas ou as repartições competentes nos estados. Desse modo, no ano seguinte, o decreto n. 1.168, de 17 de dezembro, regulamentou a execução da lei na parte referente ao Ministério da Fazenda e determinou a autonomia das caixas econômicas que tinham sido anexadas às tesourarias de Fazenda pelo decreto n. 9.738, de 2 de abril de 1887.
A autonomia das caixas econômicas estaduais em relação aos órgãos de Fazenda durou pouco. Em 1898, pelo decreto n. 2.882, de 19 de abril, elas foram anexadas às delegacias fiscais do Tesouro, com exceção de Pará, Pernambuco, Bahia, Minas Gerais, São Paulo e Rio Grande do Sul. Junto às delegacias, os serviços das caixas econômicas seriam desempenhados por uma seção especial composta pelo tesoureiro da delegacia e dois escriturários designados pelo ministro da Fazenda.
Somente em 1915 foi aprovado um novo regulamento, pelo decreto n. 11.820, de 15 de dezembro. A partir desse ato, o termo ‘federal’ foi acrescentado ao nome das caixas, que seriam divididas em dois grupos, autônomas e anexas às delegacias fiscais. As caixas autônomas deveriam ser capazes de manter pessoal próprio e custear suas despesas. Desse modo, o quadro funcional de cada caixa econômica federal estava relacionado à dimensão de suas operações financeiras. Além disso, esse grupo foi dividido em três classes, baseadas no saldo dos depositantes e do fundo de reserva. Eram consideradas de primeira classe as que tivessem saldo no valor superior a 40.000:000$ e fundo de reserva garantindo de mais de 10% desse saldo; de segunda, saldo superior a 25.000:000$ e fundo de reserva de mais de 10% do saldo, e de terceira, saldo superior a 8.000:000$000.
A administração das caixas econômicas federais de primeira classe ficou a cargo de um conselho, composto de um presidente e quatro diretores, e nas demais, um presidente e três diretores, todos nomeados pelo presidente da República. O regulamento também garantiu que as caixas anexas às delegacias fiscais seriam emancipadas quando suas operações excedessem, por dois anos consecutivos, o valor mínimo fixado para as caixas autônomas de terceira classe.
O decreto n. 11.820, de 15 de dezembro de 1915, foi a única regulamentação instituída na primeira República, que, no entanto, não alterou de forma significativa as condições gerais de operação das caixas econômicas, desde sua fundação. Somente no Estado Novo as caixas ampliariam sua atuação, com a criação das carteiras de hipoteca, caução de títulos, consignações e contas garantidas; a instituição da outorga de exploração da Loteria Federal; e a garantia do monopólio sobre as operações de penhor.

## Rentabilidade
Historicamente, a caderneta de poupança é tida como um investimento com rentabilidade anual de pouco mais de 6% ao ano. Diversas leis e decretos instaurados desde o governo imperial até os dias atuais alteraram a forma como a rentabilidade dela é calculada, sendo comum supor que ela possui rendimento mensal mínimo de 0,5% ao mês, produzindo uma rentabilidade anual acumulada de aproximadamente 6,168% caso os rendimentos mensais sejam reaplicados.
No entanto, de 1999 a 2015 o rendimento médio efetivo da caderneta de poupança foi de aproximadamente 0,658% ao mês (σ = 0,139%), ou 8,188% ao ano, tornando conservadora a previsão comumente estabelecida de 0,5% ao mês. Essa discrepância ocorre devido à variação da TRD que também remunera os depósitos na caderneta de poupança.
A maior rentabilidade já registrada na poupança foi de 51,9962% no mês, para aplicações realizadas em 4 de abril de 1994, com resgate em 4 de maio de 1994. No entanto, desde a implementação do Plano Real em 1994, a remuneração mensal da poupança vêm sofrendo quedas devido à instauração de políticas públicas de controle da inflação e sua remuneração não ultrapassa a margem de 1% ao mês desde 2003, quando registrou pela última vez rentabilidade de 1,0011% (aplicações realizadas em 22 de julho de 2003, com resgate em 22 de agosto de 2003).

### Cálculo da rentabilidade
Desde 1991, o cálculo da rentabilidade mensal da caderneta de poupança depende da soma de duas remunerações: básica e adicional.
A remuneração básica é calculada aplicando a taxa correspondente ao valor acumulado das TRD contadas do período da aplicação. Já a remuneração adicional, desde 2012, depende da data do depósito e da meta anual estabelecida para a taxa Selic pelo Banco Central do Brasil:
- Se o depósito foi realizado até 3 de maio de 2012 (poupança antiga): remuneração adicional de 0,5% ao mês.
- Se o depósito foi realizado a partir de 4 de maio de 2012 (nova poupança): vide meta anual da taxa Selic
  - Se a meta anual for superior a 8,5%: remuneração adicional de 0,5% ao mês.
  - Se a meta anual for 8,5% ou inferior: remuneração adicional de 70% do valor estabelecido como meta anual para a taxa Selic, ajustado para o período de um mês. Isto é, a remuneração adicional pode variar de zero a ~0,483% ao mês.

As taxas são sempre calculadas tendo como data base a data do depósito ou do último crédito de rendimento (inclusive) até o dia do crédito rendimento (exclusive) e são aplicadas sobre o valor aplicado para calcular a remuneração. Se houver variação do montante aplicado na caderneta de poupança durante o período, é considerado o menor saldo apresentado no período.

## Confisco
No dia seguinte à posse do então presidente Collor, em 16 de março de 1990, este se reuniu para anunciar o plano "Brasil Novo" mas popularizado como Plano Collor, o plano incluía entre outras medidas de estabilização, a troca da moeda (de cruzado novo para cruzeiro, sem o corte de zeros), a criação de um imposto sobre operações financeiras, o congelamento de preços e salários por 45 dias, o aumento das tarifas de serviços públicos (gás, luz e telefone, entre outros), a extinção de 24 empresas estatais e a demissão de 81 mil funcionários públicos. Dentro desse pacote de 21 medidas provisórias e dezenas de portarias estava o inédito confisco de contas bancárias e da poupança de todos os brasileiros por 18 meses.

## Perda de rendimento
Desde 1861, a caderneta de poupança brasileira rendia 6% de juros ao ano, porém durante o governo Dilma o rendimento foi alterado de modo que o piso pode ser menor, segundo o governo, a medida impede que investidores invistam na poupança em vez dos títulos públicos que produzem receita para o estado. Dilma comentou que "o governo teve de realizar mudanças para evitar especulação e possibilitar a queda da taxa de juros".
Em 2012, no governo Dilma, a legislação brasileira determinou que os depósitos na caderneta de poupança realizados até 3 de maio de 2012 (que passaram a ser conhecidos à época como poupança antiga), continuem recebendo remuneração adicional de 0,5% ao mês (além da remuneração básica); e os depósitos realizados a partir de 4 de maio de 2012 (a então nova poupança), recebam remuneração adicional variável de acordo com a meta da taxa Selic. Com essas alterações, a rentabilidade adicional da caderneta de poupança passou a ficar sujeita às variações da taxa Selic, mas mantendo-se limitada a 0,5% ao mês durante períodos de altas taxas de juros.
Segundo Luiz Gonzaga Belluzzo, ex-professor de economia de Dilma na Faculdade de Campinas, o poupador "ganhava aquilo que não deveria ganhar". Beluzzo e Júlio Gomes de Almeida foram autores do plano "Crise e reforma monetária no Brasil" que sugeria o "bloqueio de liquidez", o confisco da poupança no âmbito do Plano Collor.